# ラハダトゥ対立 (2013年)
ラハダトゥ立て籠もり(英: Lahad Datu standoff)は、マレーシアのサバ州ラハダトゥで2013年2月11日に始まり、同年3月24日に完全に終了した軍事紛争。実質的な武装行動からラハダトゥ侵攻とも呼ばれる。
この紛争は武装化した過激派235人 がボートでフィリピン南部タウイタウイ州のシムヌル島からマレーシアのサバ州ラハダトゥ地区に到着した時に始まった。「スールー王国と北ボルネオの王立治安軍("Royal Security Forces of the Sultanate of Sulu and North Borneo")」を自称するこの一団は、スールー王国のスルタン王位を主張する人物ジャマルル・キラム3世によって派遣された。 
キラム3世は、自分達の目的がサバ州東部（旧英領北ボルネオ）に対するフィリピン未解決の領有権の主張だと述べた。マレーシアの治安部隊は一団が集結したラハダトゥのタンドゥオ村を取り囲み、数週間の交渉および侵入者の撤退期限が過ぎた後（特にマレーシア警察の警官が殺害された後）に、この武装団を掃討するための主要作戦を開始した。立て籠もりの結末として武装団約56人が殺され、民間人6名とマレーシア治安部隊員10名が犠牲となった。残りの武装団は逮捕されたりフィリピンに逃亡した。

## 背景

### サバ（北ボルネオ）領土問題
イギリスの北ボルネオ会社設立以前、サバ（北ボルネオ）はブルネイ王国とスールー王国それぞれのスルタンによる二重統治を受けていた。ただし、北ボルネオ全域にスルタンの支配が及んでいた訳ではなく、川ごとにいる支配者が川の河口や沿岸部に影響力を持ち、彼らをスルタンが名目上支配するという形式だった。
1878年、駐香港オーストリア領事のオフェルベクとイギリス人商人のデント兄弟はスールー王国のスルタンから北ボルネオを一括で買い取った。だが、契約書にあった「pajak」という単語の解釈が両者の間で異なっており、オフェルベクらは「割譲」、スルタンは「租借」と解釈していた。また、毎年5000海峡ドルの支払いについても、北ボルネオ会社側は分割払いと考え、スルタンは毎年の借料だと考えていた。この行き違いがサバ州の領有権問題につながることになった。2002年のリギタン島とシパダン島の主権に関する紛争の国際司法裁判所の判決に従って、スールー王国は1878年7月22日にあらゆる所有権の主権をスペインに有利な形で放棄した、とマレーシアは見なしており、それゆえサバ州の主張に対するいかなる肩書も失っていると見ている。
1963年のマフィリンド会談時に、スールー王国スルタンの末裔に対する支払い要求がフィリピン政府によって復活したことが判明している。当時のフィリピン政府はマレーシアの成立に問題はないとしながらも、スールー王国のスルタンがマレーシア政府から5,000の支払いを求めていると述べた。当時のマレーシア初代首相トゥンク・アブドゥル・ラーマンは、クアラルンプールに戻って自分が要請に応じると発言した。それ以来、在フィリピンのマレーシア大使館はその発言内容に従って毎年5,300リンギット（1,710USドルまたは約77,000フィリピン・ペソ）の小切手をスールー王国スルタン相続人の法律顧問に発行している。上述のように、マレーシアはその金額を「割譲」の年賦支払いとみなす一方、スルタンの末裔はそれを「租借」払いとみなしている。

### スールーの後継紛争
事件の背景にあるもう1つの要因は、スールー王国の未解決な地位である。ラハダトゥのフィリピン人集団はジャマルル・キラム3世をスールー王国スルタンの代表だと主張している。 しかしながら、スルタンとしての彼の地位は他にも数名の主張者によって争われている。
1936年に第32代スルタンのジャマルル・キラム2世が死去した後、後継者で弟のムワリル・ワシト2世も即位直前で死去し、以後しばらくは第二次世界大戦と時期が重なったこともあり、複数の家系から複数のスルタンがたてられていた。WWII終了後の1950年にはイスマイル・キラム1世が第33代スルタンとなったが、彼の死後は弟のブンジュンガン・キラムと息子のムハクッタ・キラムがそれぞれスルタンを名乗り、この2人の家系がそれぞれスルタンを継承するようになった。2013年にサバ州に派遣されたフィリピン人らが支持していたジャマルル・キラム3世はブンジュンガン・キラムの息子であり、彼の次のスルタンだった。また、この2つの家系以外でもスルタンを名乗る人物は存在し、例として2011年にマレーシア国内で第33代スルタンに即位したと発表したモハマド・アクジャン、第31代スルタンの孫でマレーシア政府からスルタンの資産継承人として認められているロディノドがいる。
このように事件当時スールー王国のスルタンを名乗っていた人物はジャマルル・キラム3世だけではなく、またそもそも「スールー王国のスルタン」自体、フィリピン社会においてほとんど影響力を有していなかった。京都大学の山本は、2012年10月にモロ・イスラム解放戦線がフィリピン政府と和平の枠組み合意を結び自治政府組織に向けて交渉を開始したこと、その直前の2012年9月頃に「スールー王国のスルタン」を名乗る人物が増えたことから、スールー王国の末裔たちはミンダナオ島の将来に関わる和平や自治政府組織に参加できず苛立ちや危機感を覚え、自分たちも当事者として加わることを望んでいたのだと述べている。

## 立て籠もりの発端
2012年10月7日にフィリピン大統領ベニグノ・アキノ3世によって発表されたフィリピン政府とモロ・イスラム解放戦線との間の和平協定の枠組み条件によって、スールー王国スルタンの相続人達は（自分達の権利主張が）排除されていると感じた。これを受けて、ジャマルル・キラム3世がスールー王座の正当継承者であると主張し、2012年11月11日に文民と軍の代表団が北ボルネオの領有権を主張するべきだとの布告を出した。彼は自分の弟でRaja Muda（「皇太子」を意味するマレー語）のアグビムディン・キラムをその一団の指揮役に任命した。
数か月後の2013年2月11日、フィリピン南部のタウィタウィ州シムヌル島から、アグビムディン・キラムと少なくとも101人の支持者がサバ州ラハダトゥ地区のタンドゥオ村に到着した。タンドゥオにいた約80人が家屋から逃げ出した。

## 立て籠もりの進展
マレーシア警察はラハダトゥからタンドゥオ村までの道路を封鎖し、武装集団はそこに包囲された。マレーシア警察の巡視船はまた付近の海域もパトロールした。同時に、フィリピンの治安部隊がフィリピン南部からの入国を遮断した。フィリピンはこの状況を鎮静させる手助けとして海軍船6隻をスールーとタウィタウィの海域に配備した。追加のフィリピン海軍船が人道支援を行うべく、マレーシア海域のラハダトゥ沖に派遣された。

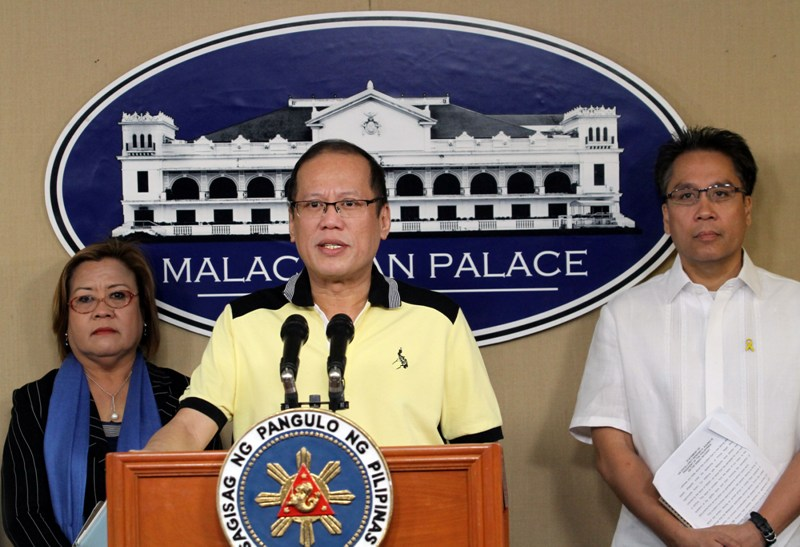
2013年2月26日にフィリピン大統領ベニグノ・アキノ3世がジャマルル・キラム3世に対してサバ州にいる支持者の引き揚げを要請している様子。この写真には法務長官のレイラ・デ・リマ（左）と内務自治長官のマヌエル・ロハス二世（右）もいる。

2013年2月26日、アキノ大統領はキラム3世に支持者達を呼び戻して懸案事項に対処するため政府と話し合いを行うよう訴えた。マラカニアン宮殿で行われた記者会見で、アキノ大統領は、キラム3世の支持者がサバ州に長く滞在するほど自分達の生命に危険が及ぶだけでなく、そこで暮らし働いている数千人のフィリピン人の生命をも危険にしていると述べた。キラム3世に向けてアキノは「この小さな一団が貴方の憤懣の対処に成功することはなく、その兵力では貴方の目標を達成できる方法がないと、貴方は明言するべきだ」と語りかけた。アキノはまた、フィリピン市民として彼がフィリピン憲法および同法律に縛られていることを彼に思い出させようとした。
大統領は、国家政策の手段として戦争を放棄することに関する憲法規定および「戦争を誘発したり戦争への機会を提供する」人物を罰するという改正刑法第118条を引用し、キラム3世とその支持者や協力者による法律違反の調査を命じたと述べた。彼は、サバ州東部での当国の領土紛争に対処するための対話は、立て籠もりに関与する人々が即座に帰投した後なら手配が可能だと述べた。アキノ大統領の声明は、キラム3世にサバ州の立て籠もりを終えるよう要請したフランシス・パンギリナン上院議員にも支持された。声明で彼は次のように語った。
この立て籠もりは、フィリピン政府が決定的に行動して、フィリピン人の一般的な便益を保護するために必要なことをしなければならないという重要なポイントに達しました。キラムは実質的にはマレーシアに宣戦布告しています。武力で他国を獲得することが断じてフィリピンの政策に無かったことを彼は理解せねばなりません。サバ州に対するスールーの正当な主張とは無関係に、武装侵攻が友好的な解決につながる可能性は殆どないでしょう。これは我々が南部（ミンダナオ島）の兄弟たちと共に永続的な平和を達成しようと非常に密接な時期に起きています。マレーシアは、フィリピン政府とミンダナオの兄弟ムスリムとの交渉仲介において重要な役割を果たしているのです。一人の人物の気まぐれのために、我が国とマレーシアの間が不和になるわけにはいかないのです。—フィリピン上院議員フランシス・パンギリナン
逮捕の警告にもかかわらず、キラム3世は挑発的態度を続け、自分の部下は「我々の当局と大統領による再編が行われるまで、そして関係当事者達により署名された合意文書に従って再編がなされるまで」本拠地に戻ることはないと発言した。彼は電話越しにアグビムディンと最新の会話を交わし、そこで弟が自分に伝えたことは、マレーシア政府による封鎖の結果として食物を殆ど入手できないとはいえ、自分たち支持者はサバ州にとどまる決心を固くしているとのことだった。74歳のスルタンは、フィリピン政府が自分と我が一族のメンバーに対して訴訟を起こした場合、自分は投獄される準備ができていると語った。彼は憲法に対する自分の違反が何なのか理解できないと語り、自分は常にそれを尊重しているし「故郷に帰る」ことは犯罪ではないと発言した。キラム3世はまた「テーブルに座って外交的に主張の問題を解決する」ことをマレーシアに要求し、「Win-Winになる解決策を考え出す」必要性を強調した。 彼は、自分と部下が「暴動を起こすことはないだろう（中略）しかし、我々の生命と理想を守る準備はできている」と繰り返し、サバ州の問題は「外交的な方法で、脅威なしに平和的に解決できる」と語った。キラム3世の娘シッティ・ジャセルは、自分の父親の支持者達は戦争をするためにラハダトゥにいるのではなく、祖先の領土と呼ばれるものに平和的に住むためだと述べた。彼らに「具体的な解決策」が与えられない限り、彼らは去らないだろうと彼女は付け加えた。彼女はまた、フィリピン政府からの明白な支援欠如に失望を表明し、マニラは外交関係とその構成員の便益とでバランスを取る必要があると付け加えた。

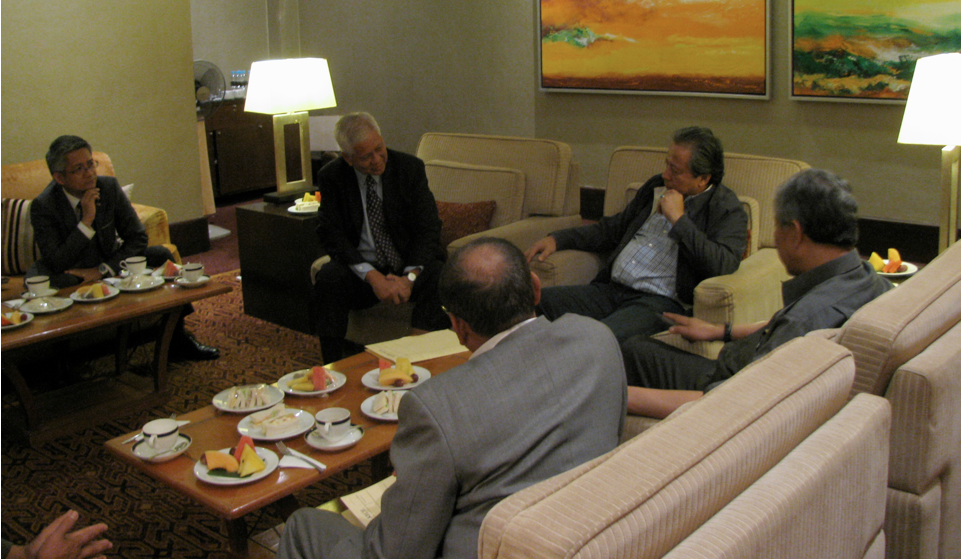
フィリピンの外務長官がマレーシアの外務大臣および防衛大臣と会談し、事件の解決方法について平和的に議論している様子。

マレーシア警察の副長官ハリド・アブ・バカールは、国民に心配しないよう伝え、立て籠もりがなるべく早く解決されることを請け負った。彼はこの事件が国家安全保障の問題として扱われていると付け加えた。彼はまた、キラム3世側の一団との交渉が進行中か否かについてはコメントを控えた。2013年3月7日、マレーシア外務省は「マレーシア治安要員の殺害で残された残虐行為と残忍行為があったことで」キラム3世の部隊をテロリスト集団と見なす声明を発表した。この札付けにはフィリピン外務省のアルバート・デル・ロザリオ大臣の同意があったと付け加えられた。しかし、これは在マレーシアのフィリピン大使ホセ・エドゥアルド・マラヤによって否定され、マレーシア警官殺人の実行犯（キラム3世の関係者かは不明）が「テロ行為」を犯したことにデル・ロサリオが同意したことが明らかにされた。

## 軍事作戦
- 10:15-スルタン軍とタンドゥオ村警察との最初の銃撃戦。警官2人とスルタン軍兵士12人が死亡した。

3月3日
- 6:30-センポルナでの待ち伏せ。警官6人とテロリスト6人が死亡。

3月5日
- 軍と警察が暗号名「ダウラト作戦(Ops Daulat)」という掃討作戦を開始。

3月11日
- 治安部隊がタンドゥオ村での包囲を終了。

3月24日
- ダウラト作戦終了。

6月29日
- サバ州東部治安司令部（ESSCOM）が治安配備を導入して、ダウラト作戦地域での作戦行動を引き継ぐ。

### 3月1日の小衝突

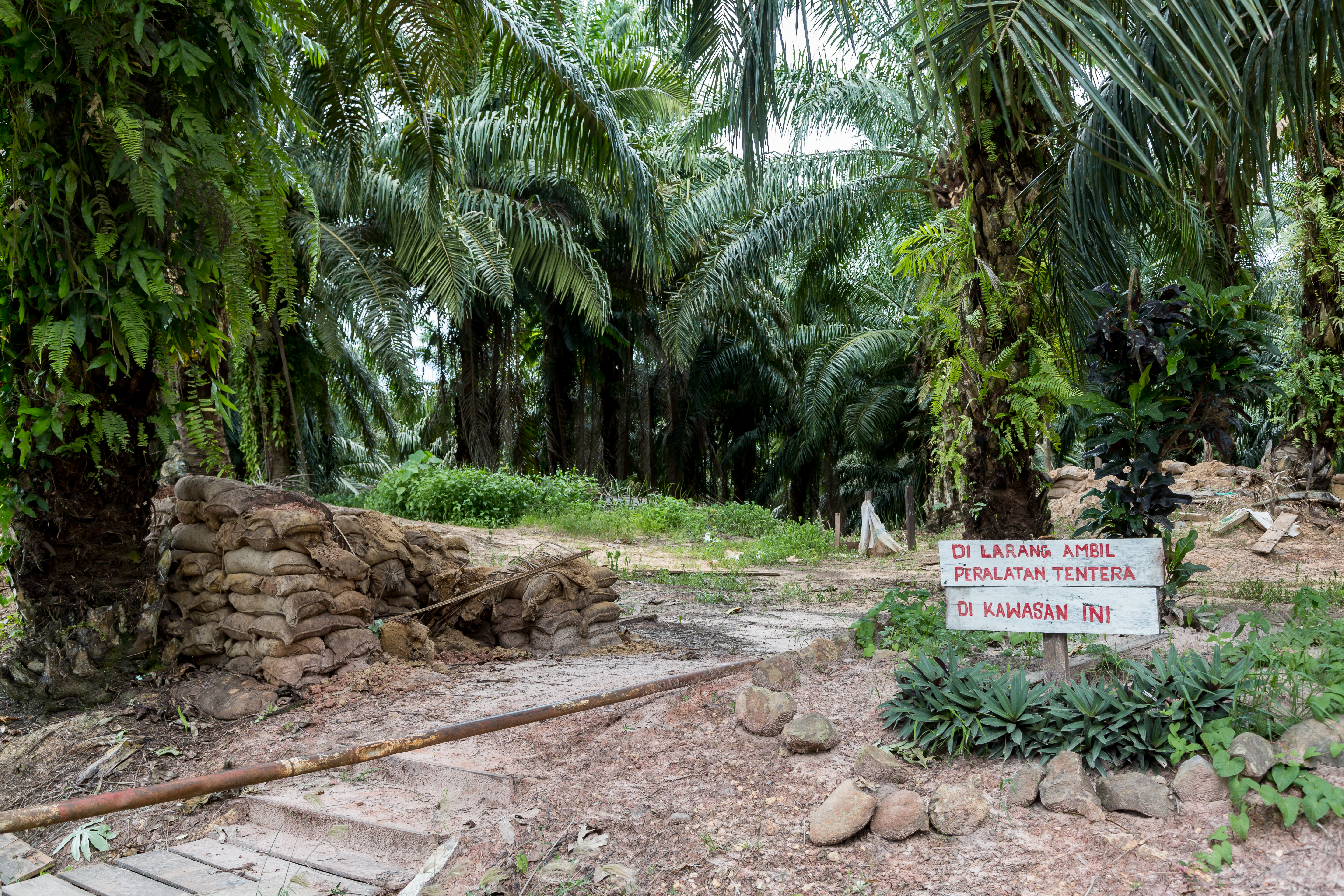
パーム油のプランテーションで銃撃戦が行われた場所の1つ。現在この場所はマレーシア陸軍の管制局に変貌した。

ラハドダトゥから去るよう一団に与えたマレーシアの延長期限が過ぎて3日後の2013年3月1日午前10時15分頃、スルタン軍とマレーシア警察の間で衝突が起こり、銃撃戦が行われた。キラムの広報官アブラハム・イジラーニによると、小競り合いの結果、自分達の部隊のメンバー10人が死亡してさらに4人が負傷した。マレーシア警察官にも死傷者2人がいた。アグビムディン・キラムとその部下が滞在していた家のオーナーも銃撃戦のやり取りで殺された。マレーシアの内務大臣ヒシャムディン・フセインはキラムの部下が発砲したと主張し、治安部隊が報復したことを否定した。
在フィリピンのマレーシア大使館からの当初の報告は、銃撃で死者はいなかったと伝えていた。モハマド・ザムリ・ビン・モハマド・カシム大使はフィリピンの外務長官アルバート・デル・ロサリオに「立て籠もりが終わった」ことと急襲後に「王立軍」メンバー10人がマレーシア当局に降伏したことを伝えた。 彼はキラム一団のメンバーが脱出して海に向かって逃走したと付け加え、彼らへの追撃を実施すると語った。銃撃事件の後、イジラーニはメンバーの誰一人としてマレーシアの拘束下にいないと返答した。彼はまた、警察との衝突後に自分達の部隊が海に逃亡したことも否定。彼はスルタンとマレーシアおよびフィリピン政府との間で「到達できる具体的な了承または合意があるまで、立て籠もりは終わらない」と語った。
この事件で誰も負傷していないとマレーシア当局が主張したとき、イジラーニは彼らが「真実を隠し」たがっていると主張した。また彼はマレーシア政府に攻撃を止めるよう訴え、キラムの部下は主にボロとナイフで武装しており、銃を持っているのは少数であると述べた。彼はまた、マレーシア警察の狙撃手が自分達の一団を標的にしていると主張した。スルタンが現在この問題をイスラム協力機構と国際連合人権委員会に提起することを検討している、と彼は付け加えた。彼はまた、部下達が戦闘を続けるために別の場所に移動したと発言し、マレーシアに会談を行うよう要請した。
一方、サバ州警察本部長ハムザ・タイブは、キラムの支持者からマレーシア当局に降伏した者は誰もいないと述べた。彼は、キラムの一団から男性12人がマレーシアの治安部隊によって張られた警戒非常線を突破しようとした時に殺されたと付け加えた。自衛による報復を余儀なくされる前にフィリピン人がマレーシア警察に発砲したので、結果的に銃撃戦になったとハムザは主張した。この集団からはM16自動小銃、ピストル、SLRライフルを含む様々な武器と弾薬が見つかったと彼は発言した。ハムザはまた、武装集団が自ら敗走して海に逃げたという海外通信社からの報道を否定した。アグビムディンの一団はまだタンドゥオにおり、この占拠を平和的に解決したいので警戒非常線が維持されている、と彼は語った。
マレーシアのナジブ・ラザク首相は後に、陸軍特殊部隊(PGK)から2人の警察官が銃撃で殉職したことを確認した。サバ州警察長官はキラム支持者のうち12人が死亡したと別の声明で語った。ナジブは、この一団に対して「いかなる行動」をも実行する権限をマレーシアの治安部隊に与えたと述べた。ナジブは、スルタンの部隊に対して「譲歩は一切しないつもり」であり「彼らは降伏するか（自業自得の）結果に直面することになる」と付け加えた。 

### クナックにいる武装団
2013年3月2日、マレーシア王立警察の監察長官イスマイル・オマールによると、ラハドダトゥ地区とセンポルナ地区の間にあるクナック付近で武装した男性10人グループが発見された。これら男性のうち3人はスルタン軍が着用するのと同じ軍事作業服であると彼は語った。武装したスルタン支持者が現在いると考えられる地域で、マレーシア政府は王立マレー連隊の部隊員の配備を含め、警察と陸軍士官の数を倍増するようになった。

### センポルナでの襲撃
2013年3月3日6時30分頃、スールー王国から来たと主張する10人未満と思しき武装勢力がサバ州センポルナ海岸の村を監視活動中の警察を待ち伏せ襲撃した。ブキットアマン特別支部長と隊員4人がこの行動で殺害された。午前9時、襲撃者に囲まれて警察隊が村に閉じ込められたままであることが判明した。その支部長は、センポルナ地区のカンポン・スリ・ジャヤ・シミヌルに武装団がいたという内通情報が入った後、その村で調査を行うように命じられてセンポルナ地区警察本部から約30人の警官を率いていた。センポルナでの作戦は、その村に銃器の隠匿場所があるとの情報報告と、元々フィリピン南部出身でそこに住んでいると思しき村人の特定グループによる蜂起が起きているとの通報を受けて、土曜日の午後4時に開始された。
作戦中の約3時間、この村で警官達は発砲されたので応戦した。報道されたところでは支部長は待ち伏せ中に最初に襲撃されて殺された。この待ち伏せでは武装集団側も2人死亡した。キラム3世の事務局長イジラーニは、マレーシアの警官が正式書類のない（滞在許可証を持たず不法入国した）フィリピン人を一斉検挙するふりをしてイマームと彼の息子4人を撃った時に暴動が始まったと述べた。別のイマームが主張するところでは、自分たちが地域のスルタンの親類を保護していることをマレーシア当局が知った時に銃撃されたという。その後の警察の調査と村長ラムリー・サラマンとの面談で、センポルナのカンポン・シムヌル地区は住民に紛れ込んだスールーの侵入者達に潜入されていたことが判明し、うち1名は公認が無かったにもかかわらずイマームと見なされていたことも分かった。その侵入者達がラハドダトゥ警察署を攻撃する計画を立てていることが事前に報告され、ラハドダトゥとタワウの警察双方の特別捜査課が現場に配備されたことが報道された。
銃撃戦では、合計23人の警察官が行方不明になったことが発表された。拘束されている間、警官4人が拷問されてうち1人が斬首されるなど遺体が切り刻まれ、マレーシア当局によると後にその遺体を発見した。センポルナで合計6人のマレーシア警官と襲撃者7人が殺されたとの報道が出た。襲撃者のうち6人はマレーシア警察の待ち伏せにおいて射殺され、もう1人は人質を取ろうとした後に村人達によって袋叩きにされて死亡した、とサバ州の警察長は語った。

### ダウラト作戦
2013年3月5日、マレーシア王立空軍のジェット戦闘機F/A-18ホーネットとBAe ホークがキラム支持者達の隠れ家を爆撃したと報じられた。ラハダトゥでは絶え間なく爆発が響きわたり、応戦していたと伝えられる武装団を警察や軍隊および特殊部隊が攻撃した。クアラルンプールの決起集会で、ナジブ首相は「我々はマレーシア空軍のジェット戦闘機による空爆を開始し、それに迫撃砲の攻撃が続きました。そして私が話しているように、軍と警察は後に続く他のメンバー（治安部隊）と共に、国家の主権を侵害したグループを逮捕して壊滅するための行動を取っています」と発言した。
監察長イスマイル・オマールおよび他の警察筋によると、軍隊と警察は「ダウラト作戦」（マレー語でDaulatは主権という意味。なお当時の名称は「スールー作戦(Ops Sulu)」だった）という暗号名の掃討作戦を開始した。叛賊のリーダーであるアグビムディン・キラムおよび数名の側近は、カンプン・タンドゥオ周辺の警戒非常線を何とか脱出したと信じられていた。これら男性の捜索は、マレーシア警察と陸軍機動部隊の共同で農地やプランテーション周辺にて実施された。マレーシア軍はフェルダ・サハバットでキラム支持者の疑いがある遺体13体を回収した。マレーシア国防相のザヒド・ハミディは、この死亡がセンポルナでの攻撃なのかラハダトゥでのものなのか確信が持てなかった。
2013年3月9日、マレーシア内務大臣のヒシャムッディン・フセインは、スールーの武装勢力を一掃することを目的とした「ダウラト作戦」は、武装勢力が無条件降伏しなかったため、侵入者がサバ州に残っていない場合にのみ終了すると述べた。マレーシアの治安部隊は作戦地域周辺で厳しい警戒非常線を維持し、MyKad（マレーシア人の身分証明書）などの書面を持たない者はさらなる調査のために拘留された。

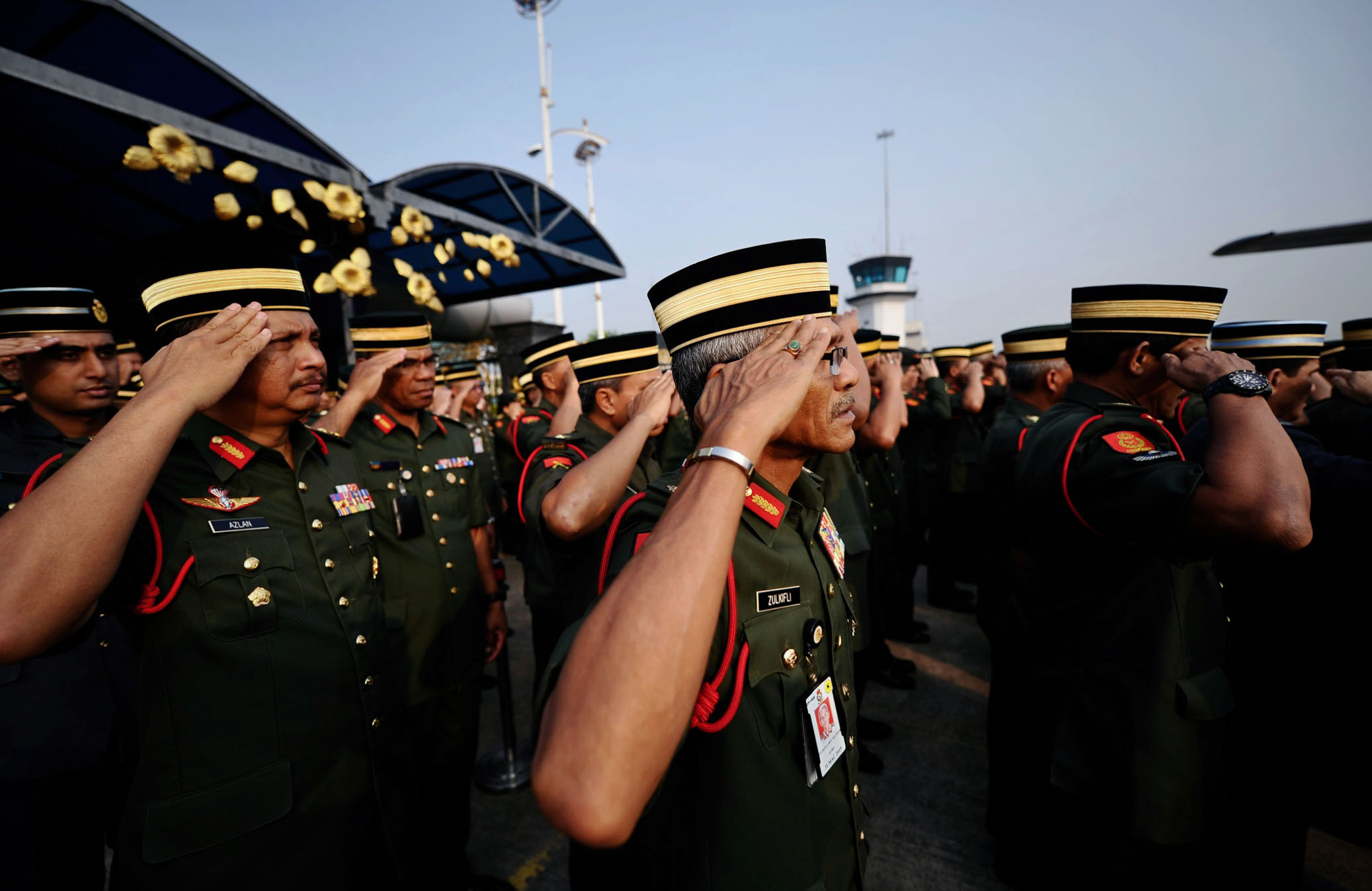
マレーシアの士官達が戦死した同僚に向けて敬礼を行っている様子。スバン空軍基地にて

1週間の砲撃と銃撃戦を経て、戦闘が終了すると同村から22人のスールー武装集団の遺体が治安部隊によって回収され、3月11日にタンドゥー村はマレーシア治安部隊によって保護されていると宣言された。一方、治安部隊は銃撃戦でマレーシア陸軍兵士が死亡した近隣の村を掃討する最終段階に従事した。 3人のスールー側武装団と共に民間人も1人死亡した。これとは別に兵士が1名、ラハドダトゥの町から向かう途中のフェルダ・サハバト地域にて交通事故で死亡した。 この兵士は陸軍兵站部隊の一部だと考えられている。
3月24日に衝突は終了し、ダウラト作戦は6月29日にサバ州東部治安司令部(ESSCOM)に置き換えられた。サバ州の首長ムーサ・アマンは、現在はESSCOMがダウラト作戦地域における治安協定を実施しており同作戦遂行についての責任を担っている、と述べた。この区域ではクダッ北部からタワウ南東部にかけて全ての作戦行動が展開されており、サバ州東部の海洋国境がいからなる脅威からも安全であることを保証している。

## 関連事件

### マレーシアとフィリピンのウェブサイト改竄
2013年3月3日、グローブ・テレコム（フィリピンの通信大手企業）のWebサイトが"MALAYSIA Cyb3r 4rmy"から来たと主張するハッカー達により改竄された。同グループは「我々の国に侵入するな。さもないと、お前たちは今後の結末に苦しむことになる」とのメッセージを残した。グローブ・テレコムは自社サイトがハッキングを受けたことを確認したが、機密情報が盗まれていないことを公に保証した。このウェブサイトは同日正午頃に復元された。
明白な報復として、ハッカー達は自分達をアノニマス・フィリピンからだと明かして、マレーシアのいくつかのウェブサイトを攻撃した。 彼らは「我々のサイバー空間への攻撃を中止しろ！さもないと我々はお前たちのサイバー世界を攻撃するぞ！」とマレーシアに警告した。マレーシアにあるスタンフォード大学のウェブサイトもハッキングされ、そのトップページは「本当は我々のものを奪回する時が来た。サバ州はフィリピンに所有されており、お前たちは違法にそれを主張している」との文面に差し換えられた。

### Google検索結果の改変
2013年3月4日、単語「Sabah」に対するGoogle検索が領土(territory)というウィキペディア記事のキャッシュ版を反映していた。そこでは、マレーシア国家の支配は「非合法」であり「事実として「サバ州」はスールー王国スルタンの一部である」となっていた。 グーグル・マレーシアの広報担当はこの問題について既に通知を受けていると語った。

### マレーシア大使館での抗議
2013年3月5日、約20人のフィリピン人がマカティにあるマレーシア大使館の前で抗議を行った。彼らはサバ州での暴力の終結を呼びかけ、キラムの動機に支持を表明した者も数名いた。少なくとも50人の警官と消防車がこの地域に配備された。抗議の結果として、マレーシア大使館は後に大使館運営を一時中断した。

### 紛争の背後にある政治的動機の主張
マレーシア首相のナジブ・ラザクは、来る第13回総選挙で与党の拠点となることで知られるこの州を不安定にさせる事件にもしや彼が関わっているのではと、野党指導者のアンワル・イブラヒムを調査しようとした。これは、フィリピンのメディアがこの侵攻にアンワルが関与している可能性があると報道して、野党指導者とモロ民族解放戦線(MNLF)のヌル・ミスアリが一緒に写っている証拠画像がインターネット上に出回り始めたことが発端だった。これを受けるや、アンワルはこの侵攻と自分を結びつけようとしたとして、政府所有の新聞Utusan Malaysia紙とテレビ局TV3に対する法的手続きを開始した。一方、マレーシア人民正義党(PKR)の副党首ティアン・チュアは、与党の統一マレー国民組織(UMNO)が連立与党を支持するようサバ州の人々を惑わせ怖がらせる目的の陰謀として、危機感を意図的に演出したものだと主張した。ティアン・チュアが作った主張は、マレーシア世論からの抗議で溢れた。世間一般および多くの政治家議員の重鎮から、両政党がこの問題を解決するために前例のない超党派の連携を構築するべきだとする様々な呼びかけが起こった。
2013年議員総選挙の前夜、野党出馬のフィリピン上院議員候補者は、キラム家に不明瞭なメッセージを送ったとして大統領のベニグノ・アキノ3世を非難した。彼らはまた「国民の信頼を裏切った」ことを理由に大統領アキノ3世が弾劾に掛けられる恐れがあると発言した。一方、アキノ大統領自身は前グロリア・アロヨ政権の関係者（名は伏せたまま）を現在の紛争の陰謀者として非難した。陰謀疑惑への証拠不足のためアキノは名前を挙げなかったが、キラムの娘ジャセルはそうした疑惑を証明してみなさいとアキノを挑発した。元国家安全保障顧問のノルベルト・ゴンザレスは、自分がアキノから暗に指摘された人物であることを否定した 。ジャマルル・キラム3世は2007年の上院議員選挙にてアロヨの政党下で上院議員に立候補するも落選した。

### マレーシア軍による民間航空機の活用
2013年3月5日、エアアジアの旅客機がサバ州にマレーシア軍を輸送する目的で再編された。この動きがマレーシアに拠点を置く航空会社の愛国心なのか否か、あるいは軍の資源欠如が露見したか否かについて、ネット上での討論が後に起こった。政府が独自艦隊のC-130 ハーキュリーズ輸送機を動員する代わりに、なぜ民間航空会社に支援を要請したのか一部のマレーシア人は不思議に思ったものの、他の人たちは軍隊を支援したエアアジアの取り組みを称賛した。これは、軍隊の機能不全の一端ではなくエアアジアのジェット旅客機の活用が好都合だったのだとする国防省の説明が出たにもかかわらず生じた。マレーシア国防相のザヒド・ハミディは、C-130ハーキュリーズ輸送機は1機で最大90人の兵士だけを輸送可能だが、エアアジアの旅客機は1機で最大200人の兵士を輸送できると指摘した。様々なネット住民からも繰り返し言われたことだが、民間ジェット旅客機を借り受けることはNATOを含め他の国々でも一般的な慣行であるという事実をマレーシア国防省は指摘した。

### フィリピン大使館での集会
2013年3月8日、マレーシア人はクアラルンプールにあるフィリピン大使館の外で集会を開いた。「お花作戦(Ops Bunga)」と呼ばれるこのイベントは、マレーシア在住のフィリピン人に向けてマレーシア国民の結束を示すものとして、大使館の玄関口に花を置くことを参加者に勧めた。主催者はまた、この紛争で死亡したマレーシアの治安部隊員に祈りを捧げるよう人々に促した。参加者達はこのイベント中にTwitterのハッシュタグ#OpsBungaを使用した。

### 警察の蛮行への抗議
2013年3月10日、キラム3世支持者の容疑における検挙弾圧の一環としてマレーシア警官によって実行された警察の蛮行が報道され、サバ州からスールー州へのフィリピン人大量移民を引き起こした。ある避難民は、マレーシア警察が身分証(MyKad)の有無に関係なく多くのフィリピン民間人を射殺し、その他大勢の人々を拘留したと語った。また、拘留された人々は適切な治療を受けられなかったとも語った。外務省はまだマレーシア政府から正式な声明を受け取っていない。マレーシア王立警察職員はこの訴えを否定した。

#### 警察の蛮行に対するMNLFの反応
サバ州で虐待されたフィリピン人の救助任務に向けて、モロ民族解放戦線(MNLF)の一部隊員がスールー州ホロで訓練を受けていると、News5のスクープ報道が知らせた。元MNLFの指導者ヌル・ミスアリは、これらのMNLF隊員がスールー王国の王室治安部隊のメンバーではなく同盟関係にもないと認めた。しかしスールー州知事アブドゥサクル・タンは、ヌル・ミスアリの指揮下でMNLFの戦闘員がサバに向かっているといういかなる報道も否定し、1,000人のMNLF戦闘員がこの州に潜入できることも否定した。また、MNLF議長ムスリミン・セマによると、1963年にマレーシアに併合したサバ州の決定を彼らは尊重している。彼はまた1973年にサバ州を訪れて同州の市民が楽しんでいる喜びを目撃したと述べ、自分にもこの州に多くの親類がいることを付け加えた。 

## 事件後の余波

### 逮捕と起訴
ダウラト作戦が開始されて以降、443人が様々な罪状で逮捕され、国内治安法を引き継いだ形となる2012年の治安犯罪（特別措置）法(SOSMA)に基づき121人が逮捕された。SOSMAに基づき逮捕された総数は後に104人に減るが、その大半はジャマルル・キラム3世と関係があると疑われたフィリピン人だった。これには偽名の身分証を使ってサバ州に入ったキラム3世の家族が数名含まれていた。スールーの武装集団149人も逮捕され、国王に対して戦争を仕掛けたことでマレーシアでは死刑に処される刑法第121条に基づき8人が起訴された。
2013年8月6日、コタキナバル高等裁判所は、2013年1月から3月にかけてラハドダトゥでのスールー武装集団の不法侵入に関する情報を意図的に留保していたとの理由で、マレーシア特務支部の職員ハッサン・アリ・バサリ伍長に有罪判決を出した。マレーシア特務支部は同国の主要な国内治安と国内情報収集を行う機関（日本でいう警視庁公安部に当たる組織）である。情報を上司に知らせずにいたハッサンの意向が結果としてマレーシア側に死傷者をもたらした、という検察の主張が認められた。ハッサンには、治安犯罪（特別措置）法が読み上げられ、刑法第130条に基づく最大刑期の懲役7年が宣告された。

### サバ州でのスールー武装団埋葬
2013年の紛争中に殺された武装団に関して、フィリピンの親族から遺体が主張されない場合は、ジュネーブ条約の人道的見地に基づいて同州に埋葬される予定だとマレーシア当局は発表した。

### 自称スールー国指導者の死
2013年10月20日、一団の主要な指導者であるジャマルル・キラム3世がフィリピンのタウィタウィ州シムヌルで多臓器不全により死亡した。彼の家族はサバ州を取り戻すという主要目的を継続するつもりだと述べた。サバ州のマレーシア王立警察は「不法侵入に対しては引き続き警戒を続ける」と述べて対応した。
2015年1月13日、故ジャマルル・キラム3世の指示のもと一団をサバ州侵略に導いたアグビムディン・キラムは、マレーシア治安部隊から逃れて隠遁していたタウィタウィで心不全により死亡した。アグビムディンの所在は、彼の死が発表されるまで分からなかった。

### 裁判

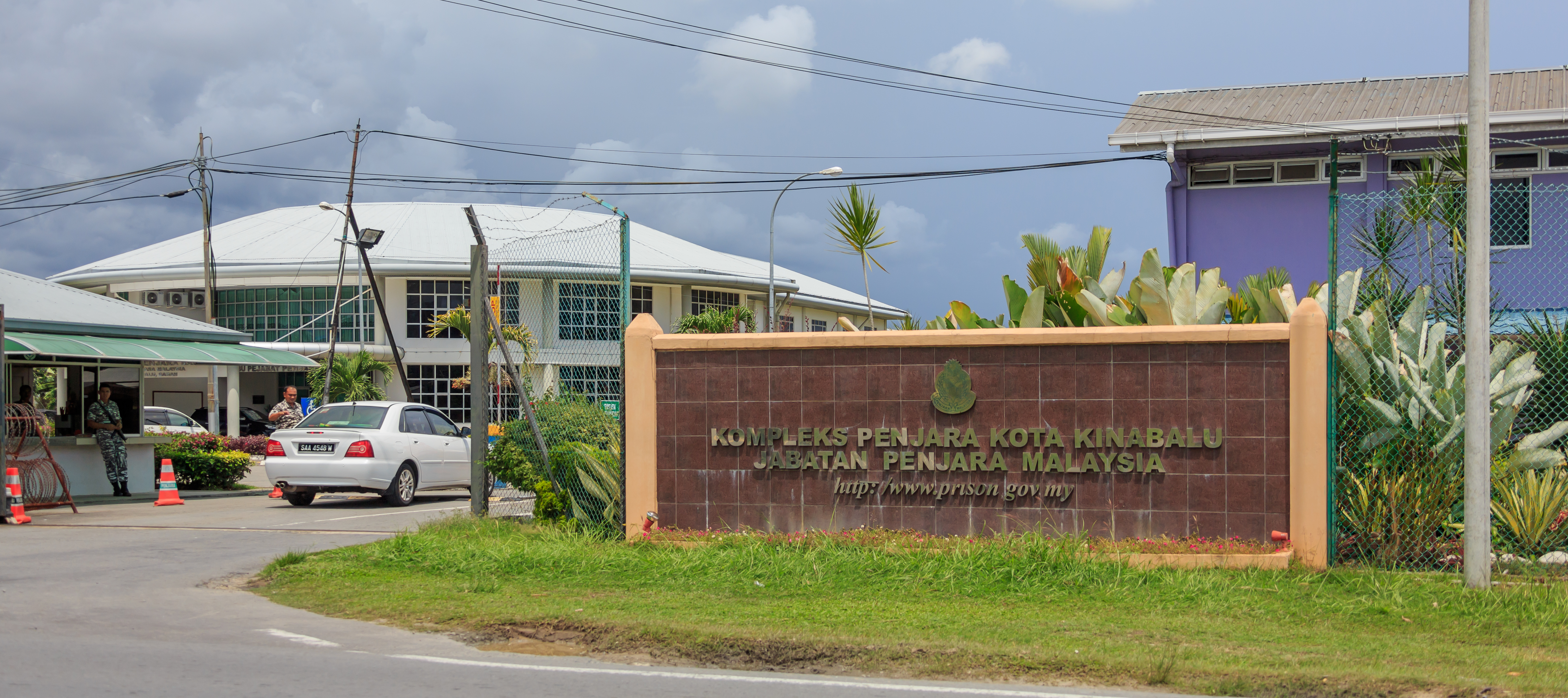
ケパヤンにある刑務所

2014年1月6日、国王に対する戦争、テロリストの擁立、テロリスト集団のメンバー育成、およびテロリストの募集などで個人30名（フィリピン人27人とマレーシア人3人）が起訴され、裁判にかけられた。全ての手続きはケパヤンのコタキナバル中央刑務所で始まり、そこで告訴状が読み上げられた。起訴された人々の中にはジャマルル・キラム3世の甥、ダトゥ・アミール・バハール・フシン・キラムがおり、彼はタンドゥオで部下を見捨ててセンポルナ周辺の沼地に隠れているところをマレーシア治安部隊により逮捕された。

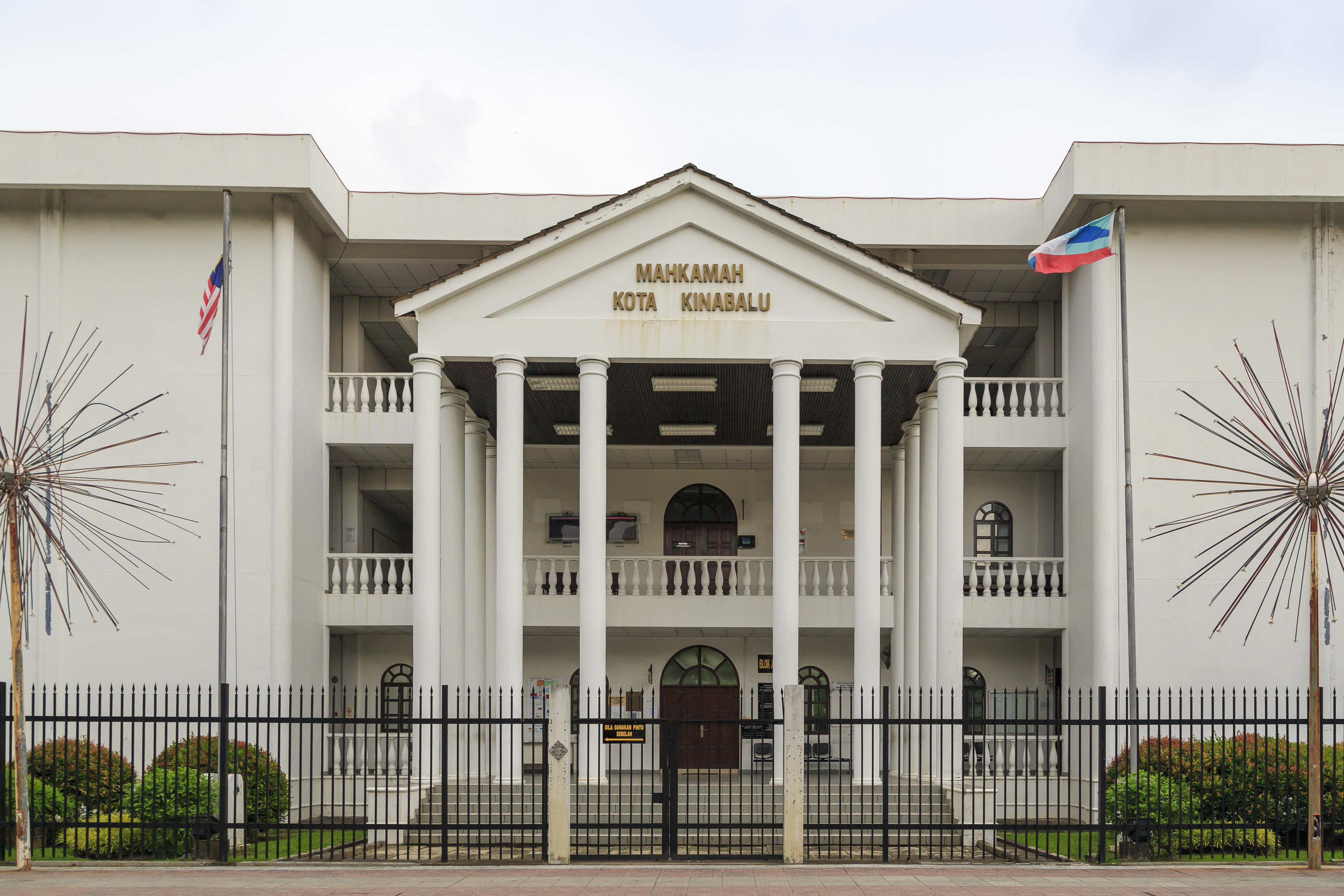
コタキナバルにある高等裁判所

2016年2月5日、コタキナバルの高等裁判所では30人中19人が弁護を開始するよう命じられた。検察が被告19名（女性含むフィリピン人16人と地元男性3人）に対する一連の証拠を示すことに成功した、とステファン・チャン判事は判断して判決を下した。フィリピン人16人のうちキラム3世の甥を含む9名には、死刑となる犯罪である国王への戦争行為罪が読み上げられた。
6名のフィリピン人とマレーシア男性1名はテロリスト集団のメンバーになったことで起訴され、有罪となった場合は懲役20年ないし罰金、またはその両方が科せられる。残る1名のフィリピン人は、テロリスト集団のメンバーだと知っていた個人を匿っていた件についても弁護を行うよう命じられた。地元男性1名とフィリピン人1名は戦争行為やテロリスト集団のメンバーに関しては無罪となったが、後にテロリスト集団への勧誘または支援を行った罪で起訴され、彼らはこれに対して無罪を訴えていた。彼らがテロリスト集団への勧誘ないし支援を行っていた（終身刑または罰金を科せられる犯罪）という証拠を検察が示した、とチャン判事が判断したことで新たな判決が出された。もう1人のマレーシア人はテロリスト集団への勧誘支援を行った罪（有罪なら最大で懲役30年および罰金を科せられる）で起訴された。
2016年2月23日、6人のフィリピン人が、この不法侵入に関与したテロリスト集団のメンバーだったと罪を認めた。残る3人もまた罪を認めた。4月23日、フィリピン人の被告1名が喘息発作によりクイーンエリザベス病院で死去した。 同被告は本裁判中ずっと病気であったと報告された。
2016年7月25日、裁判所はこの不法侵入を主導したキラム3世の甥を含む9人のフィリピン過激派に対して、有罪判決を下した。
しかし、裁判所より彼ら全員が死刑を免除されて代わりに終身刑が与えられた。これは不法侵入中に起こった小衝突に彼ら全員が直接関与していたという証拠を裁判所が見いだせず、治安部隊のメンバーを冷徹に殺害したり、誰かを負傷させたりした証拠もなかったためである。その他有罪判決を受けたのは、現地住民を含め合計13人（うち1名は裁判中に死去）となった。
2017年6月8日、有罪判決を受けた9人について国王に対する戦争行為を理由に終身刑の判決をやり直すよう検察官による上告がされた後、マレーシア上訴裁判所は9人にこの侵攻への関与を理由に死刑を宣告する決定を下した。 同裁判所の裁判官は、男達が細心の注意を払って侵攻計画を実行したとして、次のように語った。

被告人らは、国境を越える陰謀の一部を企てて、サバ州を奪回できるようこの国内を弱体化させる目的で、マレーシアおよび/または国王に対して戦争を仕掛け、他国との外交関係に影響を与えた。国外の敵によるこうした無慈悲な攻撃は、マレーシアでは前例のないものだった。以上の理由により、私たちは本上告を認め、高等裁判所より被告人らに科された判決を破棄、代わりに被告人それぞれに対して死刑を宣告する。

### 影響

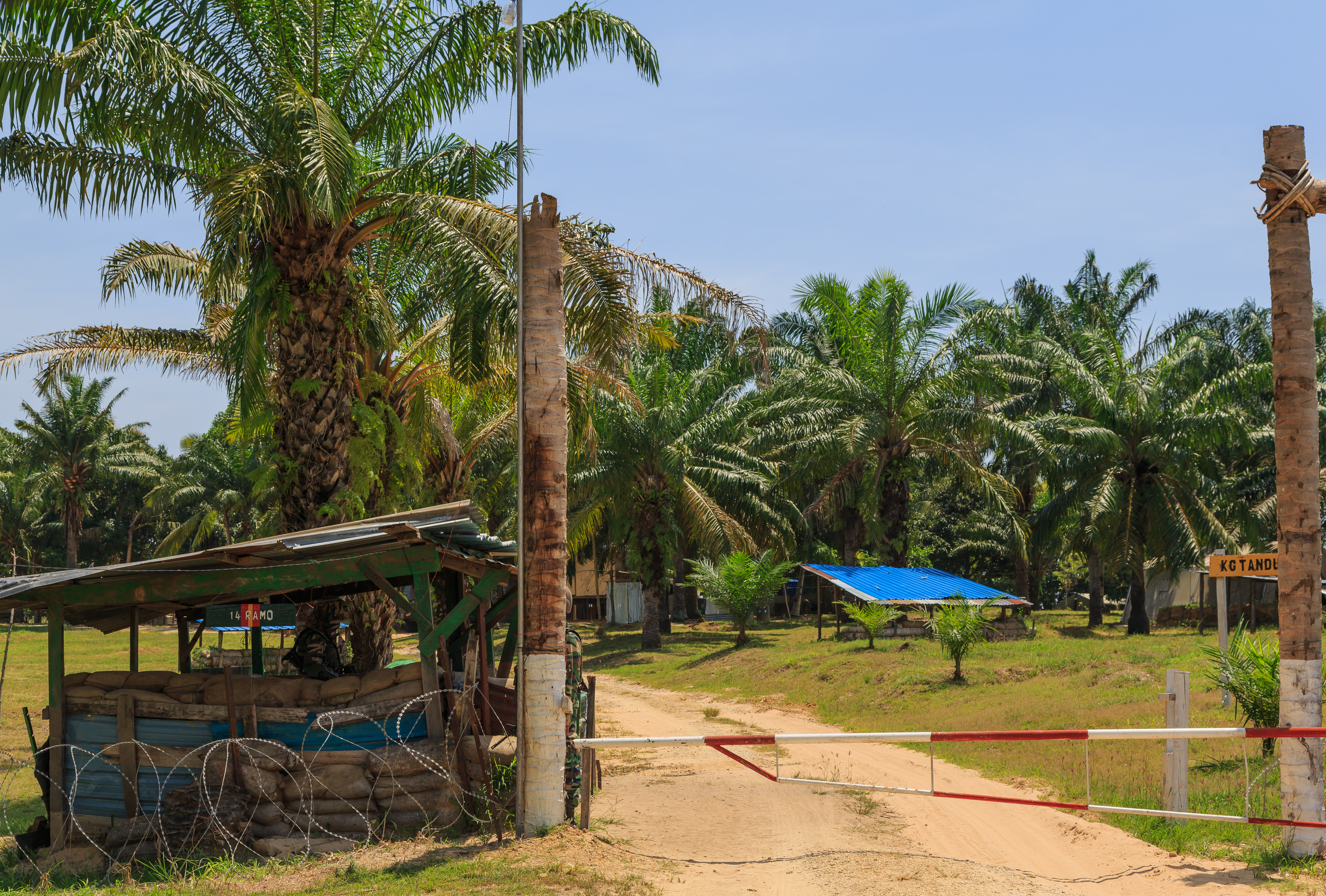
2014年にマレーシア陸軍駐屯地兼本部に変貌した後のカンポン・タンドゥオへの入口

数十年にわたってマレーシアに不法居住していた何千人ものフィリピン人が、この紛争を受けて実施された治安関連の取締まりで国外追放された。これらの一部は家族を置き去りにしての退去を余儀なくされた。
2013年1月から11月の間に、合計9000人のフィリピン人がサバ州から送還され、2014年にはその数が2万6000人超に増加した。その後も居残った海外フィリピン人の多くが差別に直面した。彼らはまた、マレーシアの警察官が主に先住民族のボルネオ人であったため、特に地元のボルネオ部族から報復されうる標的になった。

### スールー武装団のさらなる逮捕と殺害
2014年4月22日、サバ州にいるスルク人を管理する権力を与えられたと主張するラハダトゥ在住の57歳の男性が、自宅でスールー王国の旗を掲揚したことで逮捕された。6月25日、警察官を含む6人のスールー国テロリストの容疑者がクナックで逮捕され、メンバー証やスールー王国スルタンによる任命状、スルタン王国に関連する幾つかの文書と武器が彼らから押収された。後に、警察官である容疑者の1人がフィリピン南部で家族の絆を設けていることが明らかとなった。これらの容疑者達は報道によるとテロリストの「軍隊」を改革する計画を立てていたとされ、別の不法侵入開始を計画しており、サバ東部での最近の誘拐事件と繋がりがあるかもしれないという。7月22日に、不法移民のフィリピン人を含む3名が、自称スールー国スルタンのためにサバ州を主張する勧誘に参加したことで拘束された。この3人は自分達の理念に加担する新メンバーを募集していたと考えられている。
2014年10月30日、スールー武装団のメンバーであると確認された2人の男性がペナンパンで警察に射殺された。容疑者2名は自分達の活動に向けた資金を集めるため強盗に及んでおり、自分達の戦いに参加してくれる新メンバーを募集しようとしていた。

### 帰化した現地住民の関与
2015年5月6日、首相府のシャヒダン・カシム大臣は、一部の地元住民がフィリピンの不法移民と一緒になって、ラハダトゥの侵略およびその他の拉致事件の際に情報を侵入者に提供していると述べた。彼の言葉を引用すると次の通り。

サバ州の東海岸にいる現地住民の多くはもともとフィリピン出身であり、したがって、そこの相手と家族であったり経済的な繋がりがあった。 この（現地住民）は、ESSCOMとESSZONEが設立される以前の、サバ州東海岸における不法入国、拉致、越境犯罪に関与している。対策として、ここは私たちが一緒に暮らしていく私たちの国であり、子供たちが勉強していく場で彼らの未来がある場所であるということ、そして国を守るための努力は集合的な努力であることも付け加えて、私たちは前述のことを彼らの思考に浸透させようとしています。

### 経済的影響
2013年のキラム3世による攻撃は、特にサバ州から物資の大半が来るタウィタウィのフィリピン側との貿易関係に影響を及ぼした。
そのため2015年に、過度な活動の禁止がマレーシア警察により提案された。これは自分達の地域に影響を及ぼすとして、フィリピンの相手側に強く反対された。
この禁止はサバの地元住民から多数の支持を得て2016年に実施された、しかしながらフィリピン側からの治安執行の増加を受けて、1年後の2017年に撤廃された。物々交換の貿易活動が復活したにもかかわらず、サバ州は2013年の侵攻以後、安全保障上の問題のためフィリピンとの貿易に常に注意を払っていると主張している。

### マレーシア人政治家と故キラム3世の娘との会談
2015年11月9日、マレーシア人民正義党(PKR)の事実上の指導者の娘ヌル・イザ・アンワルが"#Release Anwar immediately"のポスターを持ってジャセル・キラムとの自撮り写真をとり、ジャセルのFacebookアカウントから見られるようにした際、この侵攻の背後にいるマレーシア野党の1つに対する政治的動機の主張が強固なものになった。仮に父親が何とか解放されてマレーシア政府を出し抜いた場合、彼女はキラム一家にサバ州を与えるためジャセル・キラムに協力したことになるとの一般市民からの批判に反論して、自分はティアン・チュアと共にPKR代表団の一部としてフィリピンの様々な利害関係者と会うためフィリピン側の取引相手に招待されたのだとイザは強調し、バタンガス州の元知事で下院議員のエルミランド・マンダナスやレジーナ・レイス女性議員など、ジャセル以外のフィリピン人政治家とも会談したことを付け加えた。彼女はまた、フィリピン南部での平和交渉におけるマレーシア政府のイニシアチブに対する支持およびマレーシア連邦の一部としてサバ州の主権を守ることを強調し、それ以外のいかなる示唆も単に粗野で根拠のない悪意を込めた主張だと語った。しかし、彼女の意図はいまだにサバ州現地の様々な政治家から疑問視されており、あるサバ州政治家と暮らす現地住民は次のように語った。

マレーシアの議員として、彼女がマレーシア人とサバ州の住民現地住民を気にかけているのなら、我々はそれを歓迎します。 しかし、会談で「より深い何か」があるのなら、彼女にはそれを説明して欲しいと我々は考えており、それは議会に持ち込まれるべきでしょう。
マレーシア政府はその後イザを議会に召喚し、両国間の取引という形で国家主権を損なわせる何らかの「密かな計略」があるのではと調査している。彼女はその後、関連した州の住民双方の命を奪った問題に敏感さを示さなかったため、サバ州および近隣のサラワク州への立ち入りを禁じられた。
2015年11月22日、ジャセルとの協調を非難したのは名誉棄損にあたるとして、イザはマレーシアの警部監察ハリド・アブ・ベイカーと農村開発省のイスマイル・サブリ・ヤーコブ大臣に対して訴訟を起こした。2018年4月18日、イザはこの裁判に勝ち、両名は彼女の評判を貶めた全損害に対して総額100万リンギ（当時の為替レート換算で約2700万円）をイザに支払うよう命じられている。

### スールー武装団の武器発見
2016年1月4日、士官2人が率いる15人のマレーシア警察
汎用作戦部隊(GOF)が、M14ライフル2挺、ウージー短機関銃1挺、コルト45口径拳銃3挺、リボルバー銃1挺、手錠1組、様々な口径の銃弾173発がある武器貯蔵庫をラハダトゥで発見した。これは同地域で部隊が作戦を遂行していた時に、現地村民からの密告を受けて判明した。この武器は、生き延びたスールー武装団が海を渡ってフィリピンに戻る前に埋めていったと考えられている。

### 栄誉
2017年8月11日、マレーシア軍(MAF)は、コタキナバルのムルデカ広場で「ダウラト2013年2月」戦闘名誉パレードおよび表彰式を開催し、この侵攻に立ち向かう作戦中に任務で死亡した兵士を称えた。この賞は、困難な課題に直面した時の真面目さ、効率性、忍耐力を考慮して作戦に関わった24チームに授与された。ヒシャムッディン・フセイン国防相は、作戦に直接関与したマレーシア軍の士官および要員61人に国家主権メダル勲章(Pingat Kedaulatan Negara:PKN)を授与した。

## 反応
当事国
- マレーシア - ナジブ・ラザク首相は、キラム3世の支持者がサバ州に長く滞在するほど彼らにとって状況は危険になる、と述べた。 彼は同集団が「彼らがしていることは深刻な犯罪であることを認識しなければならない」と付け加えて「できるだけ早く平和的に去るという申し出を彼らが受け入れるだろう」事を望むとした。彼はまた、サバ州市民に彼らの安全と州の主権が保護されることを保証した[176]。ナジブは、2012年マニラでのバンサモロに関する枠組み協定の署名に参加した。マレーシアは2001年以来、フィリピン政府とモロ・イスラム解放戦線との和平交渉を促進している[177]。
- フィリピン -アルバート・デル・ロサリオ外務長官は「サバ州の永住民で、一団の中にいるかもしれない」フィリピン人の権利が尊重されるマレーシア当局の保証を求めた。彼はまた、フィリピン人に「自分達の拠点および家庭に戻る」よう促した[178]。それはまた、フィリピン人集団の行動がフィリピン政府により認可されていないことも明確にした[41]。後にフィリピン政府はその領土のマレーシア主権に支持を表明し、その理由の一端にはマレーシア在住のフィリピン人の多くが紛争の影響を受けていて、この立て籠もり事件がマレーシアとの経済関係にもたらす緊張を危ぶんだためである[13]。

超国家組織
- 国際連合 - 潘基文国連事務総長はサバ州における紛争の終結を呼びかけた。彼はまた、この状況を平和的に解決するために対話を行うよう全ての側に促した[179]。2013年3月8日、パンはマレーシアの国連常任代表フセイン・ハニフと会談し、サバ州における紛争の最近の動向について議論した。国連事務局の声明では、事務総長が「この状況ができるだけ早く解決され、人権が尊重され、人命の損失が防止されることを確実にするための努力が続けられることだという希望を繰り返している」と述べた。またパンはこの状況に対する平和的な解決策を見つけるためにマレーシアとフィリピンの政府によってなされた取り組みを注視していると付け加えた[180]。

国家
- ブルネイ - ブルネイ王国軍のアミヌディン・イーサン少将は、サバ危機が平和的に解決されてほしいとの希望を伝えた[181]。
- インドネシア - スシロ・バンバン・ユドヨノ大統領は声明でこの危機に対する外交的解決策を訴えた。彼は「（仮に事件が長引くとしたら）悪いことなので、私は近い将来に外交的アプローチを追求するつもりです。（ただし）それはインドネシアがマレーシアの内政に介入するという意味ではありません。違います」と語った[182]。ユドヨノは多くの命を奪ったこの紛争に懸念を表明し、両当事者が平和的な解決策を見つけられることを望んだ[183]。
- アメリカ - 在フィリピン米国大使ハリー・K・トーマス・ジュニアは、マニラとクアラルンプールには「国際的な規範に従って、平和的にこれを解決する能力がある」と発言した。彼はまた、両政府が席に着いて話し合うなら、流血なしにこの立て籠もりを解決できると付け加えた[184]。米国はバンサモロに関する枠組み協定の署名を歓迎した[185]。

非国家主体
- スールー王国スルタンを主張する他の人物達
  -  ミュズル・ライ・タン・キラム(Muedzul Lail Tan Kiram)はプレスリリース[186]やKiniTVのインタビューにて[187]近親者の行動を非難し、彼のは「玉座を騙る詐欺師」の主張だと非難した。
  - フアド・キラム(Fuad Kiram)は、彼の従兄弟ジャマルル・キラム3世の行動への不承諾を表明した。自分は「平和的な手段そして他者との平和的な共存による」サバ州の奪還を望んでいると発言した[42]。彼はまたラハダトゥにいる市民の安全のために祈りを捧げた[188]。
  - アブドゥル・ラジャク・アリウディン(Abdul Rajak Aliuddin)は自分の家族こそ「王座の正当な所有者である」と主張して、ジャマルル・キラム3世および彼の支持者の主張に反対している。彼は北ボルネオの6番目のスルタンだと主張している[189]。
  - モフド・アクジャン・アリ・ムハンマド(Mohd Akjan Ali Muhammad)はサバ州にいる全てのスルク人達にこの紛争に参加しないよう呼びかた。彼は「自分がスールー王国スルタンの正当な継承者の一人であり、自分達はマレーシア市民でありフィリピンからの侵入者とは関係がないことを全てのスルク人コミュニティに気付かせる」と強調した[190]。
- 国際社会主義青年同盟(IUSY)は2013年の世界評議会で、この紛争を解決するための協議プロセスを呼びかけ、サバ州現地住民の民族自決権を支持した[191]。
- モロ・イスラム解放戦線 -議長のムラド・イブラヒムは、この紛争にモロ・イスラム解放戦線(MILF)は関与していないと断言した。彼のグループと距離を置き、この問題はクアラルンプールとマニラの政権によって解決されるべき事だと彼は述べた[192]。 またムラドはサバ州にいるモロ難民と移民にフィリピンの拠点に戻るよう促した[193]。
- モロ民族解放戦線
  - （ムスリミン・セマ派）-ムスリミン・セマの配下にあるモロ民族解放戦線(MNLF)はサバ州におけるスールー武闘派の侵攻を非難した。セマは「自分達はサバ州で起こっていること（テロリストの侵入と暴力行為）を支持しません。我々はそれを非難します。サバ州の事件は我々民衆の間にくさびを打ち込む（分裂させる）目的で行われています」と発言した。「この事件はまた、サバ州とフィリピン南部およびマレーシアとフィリピン間の絆を壊すことが目的です。彼らは（両市民間の）絆を破壊したいのです」と彼は付け加えた[194]。
  - （ヌル・ミスアリ派）-ヌル・ミスアリの配下にあるMNLFはジャマルル・キラム3世の同盟関係で、サバ州に関するスールー王国スルタンの主張に支持を表明した[195][196]。